# 오송보건의료행정타운
오송보건의료행정타운(五松保健醫療行政--, 영어: Osong Health Technology Administration Town)은 대한민국 보건복지부 산하의 6대 국책기관이 밀집한 종합 행정타운이다. 가급 국가보안시설, 가급 국가중요시설에 해당한다.  충청북도 청주시 흥덕구의 오송생명과학단지 내에 위치하며, 각종 인허가 임상실험, 질병연구, 인력양성, 보건산업 육성 등 보건의료 분야의 대한 원스톱 서비스 체계를 구축한 정부 주도 보건의료 집적화 타운이다. 2010년 11월부터 12월까지 서울특별시 은평구 불광동 일대로부터 식품의약품안전청이 이전하였다.

## 입주 기관

### 제1청사
- 식품의약품안전처
- 질병관리청
- 식품의약품안전평가원
- 국립보건연구원
- 한국보건산업진흥원
- 한국보건복지인재원
- 오송생명과학단지지원센터

### 제2청사
- 국립중앙인체자원은행
- 국립줄기세포재생센터
- 공공백신개발지원센터
- 국가병원체자원은행
- 국립의과학지식센터

## 같이 보기
- 오송생명과학단지
- 장승배기 종합행정타운